# Terry Butler
Terry Butler (ur. 10 listopada 1967 w Tampie) – amerykański basista. Członek deathmetalowej grupy Obituary. Od 2020 roku gra również w deathmetalowym zespole Inhuman Condition. Od 2006 roku gra także w thrash/deathmetalowym zespole Denial Fiend. Wcześniej grał w zespołach Six Feet Under, Massacre i Death (albumy: Leprosy i Spiritual Healing). Jest żonaty i ma trójkę dzieci.